# Jiří Procházka
Jiří Procházka (en tchèque : [ˈjɪr̝iː ˈproxaːska] ; [ˈjɪrka] ), né le 14 octobre 1992 à Znojmo (Tchécoslovaquie), est un combattant professionnel tchèque d'arts martiaux mixtes (MMA), actuellement en compétition dans la division des poids mi-lourds de l'Ultimate Fighting Championship (UFC), où il est champion en 2022.
Il a été le premier champion des poids lourds légers de la Rizin Fighting Federation et le premier champion des poids lourds légers du Gladiator Fighting Championship. Au 29 avril 2025 il est numéro 2 dans le classement des poids mi-lourds de l'UFC.

## Biographie

### Jeunesse
Jiří Procházka naît le 14 octobre 1992 dans la partie sud de la Moravie, en Tchécoslovaquie (aujourd'hui République tchèque). Son père décède lorsqu'il a 6 ans. Dans sa jeunesse, Procházka a joué au football amateur pour le TJ Družstevník Hostěradice. Il pratique également le BMX freestyle et le floorball.
Adolescent, il participe presque chaque semaine à des bagarres de rue, au moins plus d'une centaine. Cela l'amène finalement à rejoindre le club de hooligans de l'équipe de football locale, le FC Zbrojovka Brno, où il prend part à des combats de rue organisés en groupe avec des clubs d'autres équipes, participant même à des rixes à 30 contre 30.
Procházka découvre les arts martiaux mixtes avant d'entrer au lycée, après qu'un ami lui ait montré des vidéos du kickboxeur Ramon Dekkers et de Mirko Filipovic et Fedor Emelianenko. Après avoir vu le film Never Back Down, il commence à s'entraîner aux arts martiaux, en particulier au Muay-thaï.

## Carrière en arts martiaux mixtes

### Gladiator Fighting Championship (2012-2015)

#### Premiers combats
Jiří Procházka fait ses débuts professionnels en arts martiaux mixtes en avril 2012 pour le Gladiator Fighting Championship, la plus grande organistation de sa République tchèque natale, à l'époque. Il amasse un record de 7–2 au cours de ses deux premières années de combat professionnel.

#### Champion inaugural des poids mi-lourds
Le 7 décembre 2013, lors de son dixième combat professionnel à l'occasion du GCF 26, Jiří Procházka remporte le championnat inaugural des poids mi-lourds de la GCF dans un combat à rebondissements contre le pionnier tchèque du MMA, Martin Šolc, par KO. La vidéo du combat est devenue virale en République tchèque et Procházka reçoit également une prime après ce combat, qui est ensuite désigné « combat tchèque de l'année » par les principaux médias. Il défend son titre contre Tomáš Penz le 6 juin 2014 au GCF 28 : Cage Fight 4  et remporte le combat par KO technique en seulement 41 secondes.
Fin 2015, après trois ans à la GFC, Procházka signe un accord avec la Rizin Fighting Federation peu de temps avant sa victoire contre Evgeni Kondratov. Après avoir amasse un record de 14-2-1 au cours de ses trois premières années dans le sport, Procházka devient le premier Tchèque à entrer dans cette organisation japonaise,.

### Rizin Fighting Federation (2015-2019)
Jiří Procházka fait ses débuts en avec la Rizin Fighting Federation contre le Japonais Satoshi Ishii le 29 décembre 2015 en quarts de finale du Grand Prix des poids lourds 2015. Il remporte le combat par KO dès le premier round,. La demi-finale se déroule deux jours plus tard  contre Vadim Nemkov et Procházka s'impose par KO technique. Plus tard dans la même nuit, il perd la finale contre l'Américain Muhammed Lawal au premier round, la troisième défaite de sa carrière.
Procházka affronte ensuite Kazuyuki Fujita le 17 avril 2016 lors du Rizin 1 et gagne le combat par KO technique au premier round. Puis, il combat Mark Tanios quelques mois plus tard, en septembre 2016 à l'occasion du Rizin 2 - Rizin Fighting World Grand Prix 2016: Opening Round et remporte le combat sur décision unanime.
Après ce passage chez les poids lourds, Procházka retourne combattre dans la catégorie des poids mi-lourds. il affronte dans un premier temps le Brésilien Willian Roberto Alves le 29 septembre 2017, lors du Fusion FN 16 - Cage Fight. Il remporte le combat par KO technique au premier round. Puis, il rencontre le Suédois Karl Albrektsson le 29 décembre 2017 au Rizin Fighting World Grand Prix 2017 et l'emporte par KO technique au premier round. Il bat ensuite Bruno Cappelozza en juillet 2018, lors du Rizin 11, par KO dès le premier round, puis Jake Heun par KO technique au premier round deux mois plus tard lors du Rizin 13. En fin d'année 2018, Procházka devait affronter Emanuel Newton au Rizin 14. Cependant, Newton est se retire, invoquant une blessure aux côtes. Procházka reste toutefois sur la carte et est reprogrammé pour affronter Brandon Halsey. Il remporte le combat par KO technique au premier round.
Procházka affronte de nouveau Muhammed Lawal pour une revanche le 21 avril 2019 durant le Rizin 15 pour le titre des poids mi-lourds Rizin. Il remporte le combat par KO technique au troisième round. Six mois plus tard, il affronte le Brésilien Fábio Maldonado, à l'occasion du Rizin 19: Lightweight Grand Prix, et s'impose par KO dès le premier round. Le 31 décembre 2019, lors du Rizin 20, il défend son titre face à l'Américain C.B. Dollaway, lorsqu'il l'emporte par KO au premier round. Il s'agit du dernier combat de Procházka avec Rizin. Après le combat, il signe un contrat avec l'UFC et rejoint l'organisation américaine, laissant son titre vacant.

### Ultimate Fighting Championship (depuis 2020)
Procházka signe un contrat avec l'UFC en janvier 2020. Il fait ses débuts le 11 juillet 2020 contre l'ancien challenger au titre des poids mi-lourds, le Suisse Volkan Oezdemir à l'UFC 251. Pour sa première, il s'impose par KO au deuxième round et décroche le bonus de Performance de la soirée.
Procházka devait ensuite affronter Dominick Reyes, double challenger au titre de champion des poids mi-lourds de l'UFC, le 27 février 2021 lors de l'UFC Fight Night 186. Cependant, fin janvier, Reyes est retiré du combat en raison d'une blessure et le combat a été reprogrammé pour le 1er mai 2021 à l'occasion de l'UFC on ESPN : Reyes vs. Procházka,. Le Tchèque l'emporte par KO au deuxième round. Cette victoire lui permet de remporter les prix de la Performance de la soirée et du Combat de la soirée.
Le 7 mai 2022 Jiří Procházka devait affronter Glover Teixeira pour le titre de Champion des poids mi-lourds de l'UFC lors de l'UFC 274. Cependant, le combat est reporté au 11 juin 2022 à l'UFC 275 pour des raisons non divulguées. Au terme d'un combat qui voit les deux combattants se faire tomber à plusieurs reprises, Procházka remporte le titre par soumission au cinquième round, devenant ainsi le premier combattant tchèque à remporter un titre à l'UFC,. Ce combat lui a valu le prix Performance de la soirée. Une revanche était prévue à l'UFC 282 le 10 décembre 2022,. Cependant, il a été annoncé, un mois avant le combat que Procházka avait contraint de renoncer au combat en raison d'une blessure à l'épaule droite et qu'il avait renoncé à son titre. Laissant son titre vacant, c'est l'Américain Jamahal Hill qui récupère le titre.
Plus d'un an après son dernier combat, il fait son retour le 11 novembre 2023, à l'UFC 295, où il affronte l'ancien Champion des poids moyens de l'UFC, Alex Pereira pour le titre vacant des poids mi-lourds,. Mais il perd par KO au second round.

## Vie privée
Procházka est connu pour être un fervent adepte des principes du Bushido, des valeurs morales des samouraïs et des enseignements et de la philosophie de Miyamoto Musashi, en particulier du Livre des cinq anneaux, que Procházka considère comme un livre qui a changé sa vie.
Il est supporter du FC Zbrojovka Brno et a été impliqué dans le hooliganisme organisé, y compris dans des bagarres organisées à l'avance, jusqu'à ce qu'il entame sa carrière professionnelle dans les sports de combat.
Outre sa langue maternelle, le tchèque, Procházka parle couramment l'anglais et a activement amélioré sa maîtrise de cette langue depuis qu'il a rejoint l'UFC. Tout en participant à l'UFC et à la Rizin FF, Procházka a étudié à l'université Masaryk pour obtenir une licence, avec une spécialisation en politique de conditionnement physique des forces de sécurité. Il est également diplômé de l'Académie secondaire des services de protection (SOŠ OOM en tchèque), aujourd'hui École de droit et de sécurité de Brno (BPA en tchèque).
Son surnom, Denisa, est un prénom de fille en langue tchèque équivalent de Denise en français. Il est apparu lors d'un camp d'entraînement où Procházka avait répondu à l'appel de son entraîneur qui appelait une autre combattante, une fille nommée Denisa.

## Palmarès en arts martiaux mixtes

### Distinctions
- Gladiator Fighting Championship
  - Champion des poids mi-lourds en 2013

- Rizin Fighting Federation
  - Deuxième du 2015 RIZIN Heavyweight Grand Prix
  - Champion des poids mi-lourds en 2019

- Ultimate Fighting Championship
  - Champion des poids mi-lourds en 2022
  - Combat de la soirée (x2)
  - Performance de la soirée (x2)
  - Combat de l'année 2022 : contre Glover Teixeira[52]
  - Premier champion tchèque à l'UFC

- Czech Muay Thai Association
  - Champion de République tchèque des moins de 86 kg

### Historique des combats
| 37 combats     | 31 victoires | 5 défaites |
| Par KO         | 27           | 4          |
| Par soumission | 3            | 1          |
| Sur décision   | 1            | 0          |
| Égalités       | 1            | 1          |

| Résultat | Record | Adversaire           | Méthode                                       | Événement                                             | Date              | Round | Temps | Lieu                               | Notes |
| -------- | ------ | -------------------- | --------------------------------------------- | ----------------------------------------------------- | ----------------- | ----- | ----- | ---------------------------------- | --- |
| Victoire | 31-5-1 | Jamahal Hill         | TKO (coups de poing)                          | UFC 311: Makhachev contre Moicano                     | 19 janvier 2025   | 3     | 3:01  | Inglewood, Californie, États-Unis  | Performance de la soirée.                                                                                              |
| Défaite  | 30-5-1 | Alex Pereira         | KO (coup de pied à la tête et coups de poing) | UFC 303: Pereira vs. Procházka 2                      | 29 juin 2024      | 2     | 0:13  | Las Vegas, Nevada, États-Unis      | Pour le titre des poids mi-lourds de l’UFC.                                                                            |
| Victoire | 30-4-1 | Aleksandar Rakić     | TKO (coups de poing)                          | UFC 300: Pereira vs. Hill                             | 13 avril 2024     | 2     | 3:17  | Las Vegas, Nevada, États-Unis      | Performance de la soirée.                                                                                              |
| Défaite  | 29-4-1 | Alex Pereira         | TKO (coups de coude)                          | UFC 295: Procházka vs. Pereira                        | 11 novembre 2023  | 2     | 4:08  | New York, État de New York         | Pour le titre des poids mi-lourds de l'UFC.                                                                            |
| Victoire | 29-3-1 | Glover Teixeira      | Soumission (bulldog choke)                    | UFC 275: Teixeira vs. Procházka                       | 11 juin 2022      | 5     | 4:32  | Kallang, Singapour                 | Remporte le titre des poids mi-lourds de l'UFC. Performance de la soirée. Combat de la soirée. Combat de l’année 2022. |
| Victoire | 28-3-1 | Dominick Reyes       | KO (coup de coude retourné)                   | UFC on ESPN: Reyes vs. Procházka                      | 1er mai 2021      | 2     | 4:29  | Las Vegas, États-Unis              | Performance de la soirée. Combat de la soirée.                                                                         |
| Victoire | 27-3-1 | Volkan Oezdemir      | KO (coups de poing)                           | UFC 251                                               | 12 juillet 2020   | 2     | 0:49  | Abou Dabi, Émirats arabes unis     | Performance de la soirée.                                                                                              |
| Victoire | 26-3-1 | C. B. Dollaway       | KO (coups de poing)                           | Rizin 20                                              | 31 décembre 2019  | 1     | 1:55  | Saitama, Japon                     | Défense du titre des poids mi-lourds du Rizin.                                                                         |
| Victoire | 25–3–1 | Fábio Maldonado      | KO (coups de poing)                           | Rizin 19                                              | 12 octobre 2019   | 1     | 1:49  | Osaka, Japon                       | Combat poids lourds -110kg                                                                                             |
| Victoire | 24–3–1 | Muhammed Lawal       | TKO (coups de poing)                          | Rizin 15                                              | 21 avril 2019     | 3     | 3:02  | Yokohama, Japan                    | Match inaugural des poids mi-lourds du Rizin.                                                                          |
| Victoire | 23–3–1 | Brandon Halsey       | TKO (soumission et coups de poing)            | Rizin 14                                              | 31 décembre 2018  | 1     | 6:30  | Saitama, Japan                     | |
| Victoire | 22–3–1 | Jake Heun            | TKO (coups de poing)                          | Rizin 13                                              | 30 septembre 2018 | 1     | 4:29  | Saitama, Japan                     | |
| Victoire | 21–3–1 | Bruno Cappelozza     | KO (coups de poing)                           | Rizin 11                                              | 28 juillet 2018   | 1     | 1:23  | Saitama, Japan                     | |
| Victoire | 20–3–1 | Karl Albrektsson     | TKO (coups de poing)                          | Rizin World Grand Prix 2017: 2nd Round                | 29 décembre 2017  | 1     | 9:57  | Saitama, Japan                     | |
| Victoire | 19–3–1 | Wilian Roberto Alves | TKO (coups de poing)                          | Fusion FN 16: Cage Fight                              | 29 septembre 2017 | 1     | 3:41  | Brno, Czech Republic               | Retour chez les poids mi-lourds.                                                                                       |
| Victoire | 18–3–1 | Mark Tanios          | Décision unanime                              | Rizin World Grand Prix 2016: 1st Round                | 25 septembre 2016 | 2     | 5:00  | Saitama, Japan                     | |
| Victoire | 17-3-1 | Kazuyuki Fujita      | KO (coup de poing)                            | Rizin 1                                               | 17 avril 2016     | 1     | 3:18  | Nagoya, Japon                      | |
| Défaite  | 16-3-1 | Muhammed Lawal       | KO (coup de poing)                            | Rizin Fighting Fédération -Iza no Mai                 | 31 décembre 2015  | 1     | 5:09  | Saitama, Japon                     | |
| Victoire | 16-2-1 | Vadim Nemkov         | TKO (Abandon)                                 | Rizin Fighting Fédération -Iza no Mai                 | 31 décembre 2015  | 1     | 10:00 | Saitama, Japon                     | |
| Victoire | 15-2-1 | Satoshi Ishii        | KO (coup de poing)                            | Rizin Fighting Fédération -Sarabano Utake             | 29 décembre 2015  | 1     | 1:36  | Saitama, Japon                     | |
| Victoire | 14-2-1 | Evgeni Kondratov     | KO (coup de poing)                            | PROFC 59 -Battle of Kursk 3                           | 21 novembre 2015  | 1     | 4:23  | Koursk, Russie                     | |
| Victoire | 13-2-1 | Michal Fijalka       | TKO                                           | GCF 31 -Cage Fight 6                                  | 22 mai 2015       | 1     | 5:00  | Brno, République Tchèque           | |
| Victoire | 12-2-1 | Rokas Stambrauskas   | TKO                                           | GCF Challenge -Back in the Fight 4                    | 27 mars 2015      | 1     | 5:00  | Příbram, République Tchèque        | |
| Égalité  | 11-2-1 | Mikhail Mokhnatkine  | Égalité (Majorité)                            | Fight Nights -Battle of Moscow 18                     | 20 décembre 2014  | 3     | 5:00  | Moscou, Russie                     | |
| Victoire | 11-2   | Darko Stosic         | TKO                                           | GCF Challenge -Cage Fight 5                           | 14 novembre 2014  | 1     | 1:09  | Brno, République Tchèque           | |
| Victoire | 10-2   | Tomas Penz           | TKO (coup de genou sauté)                     | GCF 28 -Cage Fight 4                                  | 6 juin 2014       | 1     | 0:48  | Brno, République Tchèque           | Défense de titre CGF -93kg                                                                                             |
| Victoire | 9-2    | Viktor Bogutzki      | Soumission                                    | GCF 27 -Road to the Cage                              | 21 mars 2014      | 1     | 2:17  | Prague, République Tchèque         | |
| Victoire | 8-2    | Martin Solc          | Ko (coup de genou sauté)                      | CGF 26 -Fight Night                                   | 7 décembre 2013   | 3     | 4:00  | Prague, République Tchèque         | Combat pour le titre CGF -93kg                                                                                         |
| Victoire | 7-2    | Oliver Dohring       | TKO                                           | RTC -Rock the Cage 4                                  | 12 octobre 2013   | 1     | NC    | Greifswald, Allemagne              | |
| Défaite  | 6-2    | Abdul-Kerim Edilov   | Soumission                                    | Fight Nights -Battle of Moscow 12                     | 20 juin 2013      | 1     | 1:56  | Moscou, Russie                     | |
| Victoire | 6-1    | Radovan Estocin      | KO (coup de genou sauté)                      | GCF 23 - MMA Cage Fight 2                             | 10 mai 2013       | 1     | 0:26  | Brno, République Tchèque           | |
| Victoire | 5-1    | Josef Zak            | TKO                                           | GCF 19 -Back in the fight 2                           | 15 février 2013   | 1     | NC    | Příbram, République Tchèque        | |
| Défaite  | 4-1    | Bojan Veličković     | TKO                                           | Supreme Fighting Championship 1 -Balkan Fighter Night | 9 décembre 2012   | 1     | NC    | Belgrade, Serbie                   | |
| Victoire | 4-0    | Strahinja Denić      | Soumission (Triangle Choke)                   | RFN                                                   | 15 novembre 2012  | 1     | 2:10  | Brno, République Tchèque           | |
| Victoire | 3-0    | Martin Vanis         | TKO                                           | GCF 17 -Big Cage Ostrava 2                            | 20 octobre 2012   | 1     | 2:48  | Ostrava, République Tchèque        | |
| Victoire | 2-0    | Vladimir Eis         | KO (coup de genou)                            | GCF 15 -Justfight Challenger                          | 24 août 2012      | 1     | 1:02  | Karlovy Vary, République Tchèque   | |
| Victoire | 1-0    | Stanislav Futera     | KO (coup de poing)                            | GCF 10 -Battle in the Cage                            | 7 avril 2012      | 1     | 0:53  | Mladá Boleslav, République Tchèque | |